# Seznam estonskih psihologov
Seznam estonskih psihologov.

## A
- Jüri Allik (1949)

## T
- Endel Tulving (1927-2023) (Kanada)
- Peeter Tulviste (1945-2017)